# Orchestřiště

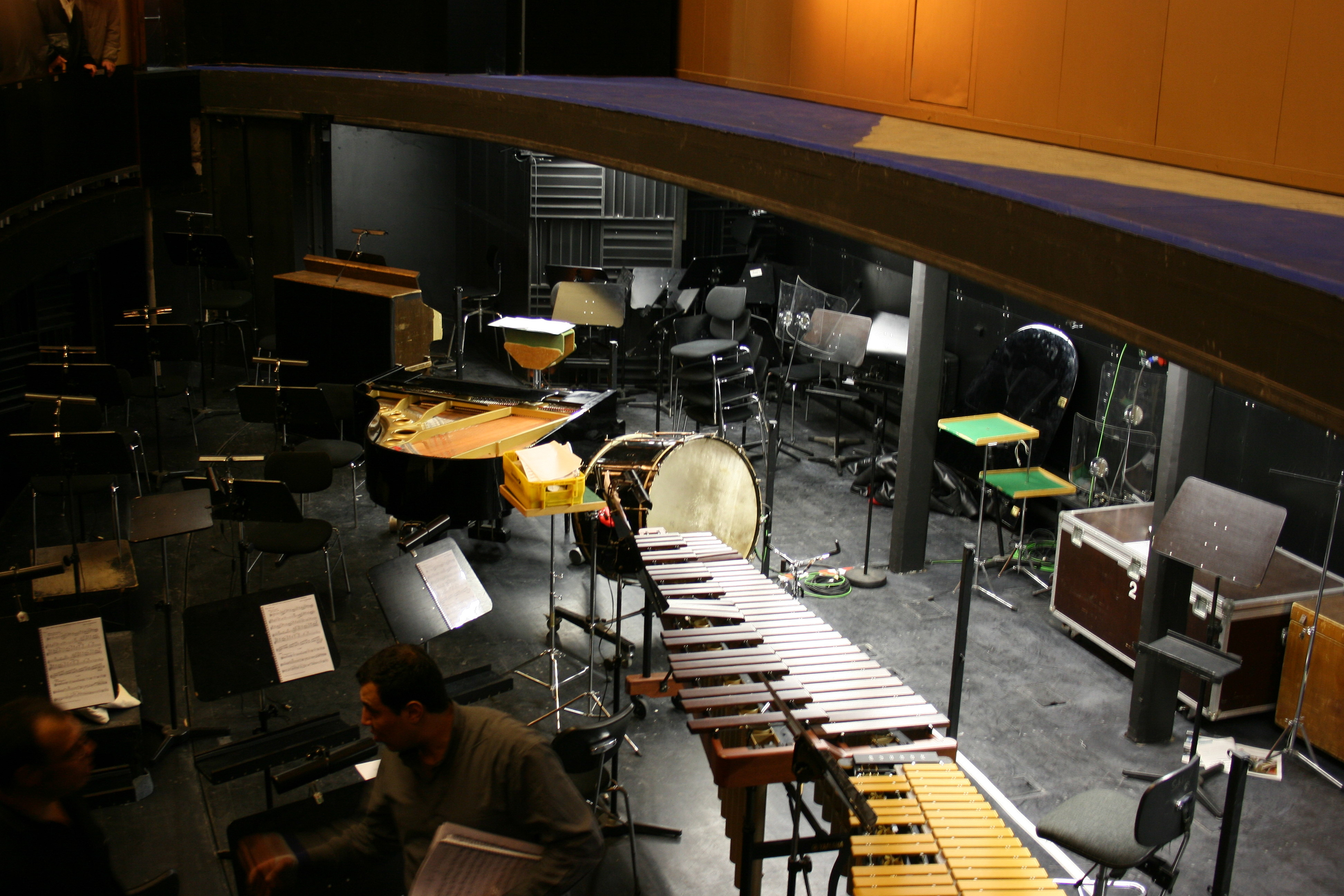
Orchestřiště opery va Wuppertalu

Orchestřiště je zvláštní část velkého kamenného divadla, ve kterém obvykle během divadelního představení účinkuje orchestr. Vzhledem k tomu, že je nutné, aby hudbu z orchestru bylo dobře slyšet jak na jevišti, tak i v hledišti, bývá orchestřiště umístěno na stavebně sníženém místě v prostoru mezi hledištěm a jevištěm. Součástí orchestřiště musí být dirigentský pult, který musí být umístěn tak, aby bylo na dirigenta vidět ze všech míst na jevišti, dále také běžné potřeby pro muzikanty – notové stojany, sedačky, lampičky pro osvětlování notových zápisů apod. Jak již bylo uvedeno, orchestřiště bývá stavebně sníženo tak, aby hudebníci nepřekáželi divákům ve výhledu a hercům či pěvcům v kontaktu s diváky, z tohoto důvodu mívá orchestřiště také svůj vlastní vchod, kterým hudebníci a dirigent přicházejí a odcházejí tak, aby nerušili ani diváky, ani ostatní účinkující.
Moderní divadelní budovy mívají orchestřiště stavebně způsobeno tak, že je lze v případě potřeby překrýt divadelními deskami (prkny) a o velký kus tak zvětšit zejména přední část divadelního jeviště resp. předscénu.